# Michel Joseph du Bocage de Bléville
 (janvier 2020).
Michel-Joseph du Bocage, seigneur de Bléville et de Gainneville, né au Havre, le 5 mai 1707, et mort le 9 juin 1756, est un armateur, négociant, historien et naturaliste français.

## Biographie
Michel-Joseph Dubocage de Bléville est le fils de Marie-Jeanne Boissaye du Bocage et de Michel Dubocage (1676-1727). 
Après avoir suivi ses humanités à Rouen, puis sa rhétorique à Paris, il exerce pendant près de trente ans le commerce maritime et devient l'un des premiers négociants du Havre. Au début de la guerre de Succession d'Autriche, il arme en 1741 le premier vaisseau corsaire du port du Havre. Entre juillet 1749 et juin 1750, il reçoit et expédie un grand nombre de navires tant français qu'étrangers dont il est le consignataire. Il prend une part importante dans l'importation des blés étrangers en 1734 et 1740-1750. En plus d'être directeur de la Compagnie de l'île Saint-Jean dans le golfe du Saint-Laurent jusqu'en 1730, il est, selon l'Académie des sciences, arts et belles-lettres de Rouen, à la tête de deux respectables maisons de Rouen et d'une entreprise assez considérable pour l'île de la Martinique. Il est président du grenier à sel du Havre de 1734 à 1756, à la suite de son père.
Premier-échevin du Havre, entre 1739 et 1747, il fait exécuter le pavage des rues et l'alimentation de la ville par les eaux de Trigauville. Passionné d'histoire naturelle, membre de l'Académie de Rouen et membre correspondant de l'Académie royale de marine, il est l'auteur d'un mémoire sur le port, la navigation et le commerce du Havre. Il avait été anobli par lettres patentes de Louis XV en 1753.
Marié à Mlle Guerreau, fille de Jean-Philippe Guerreau, commissaire ordonnateur de la marine au port du Hâvre, et de Madeleine de La Ville du Feu, il est le beau-père du négociant-armateur Denis François Eustache et de François de Cabeuil de Vaurouy,.
Il meurt le 9 juin 1756, à l'âge de 49 ans.

## Travaux
- La Princesse Coque-d’œuf et le Prince Bonbon par M. D’Egacobud, La Haye, 1745.
- Relation de l’arrivée du Roi au Havre de Grâce, le 19 septembre 1749 et des fêtes qui se sont données à cette occasion, Paris, H.L. Guérin et L.F. Delatour, 1753.
- Mémoire sur le port, la navigation et le commerce du Hâvre-de-Grâce ; et sur quelques singularités de l’histoire , naturelle des environs, Le Havre, P.J.D.G. Faure, 1753.
- Traité des eaux minérales et ferrugineuses de Bléville, 1755.
- Mémoire sur divers fragments d’antiquité découverts à Grainville-l’Alouette, 1755.

## Sources et bibliographie
- Hervé Chabannes, Les Passeurs de la mémoire havraise : histoire, mémoire et identité au Havre du XVIe au XIXe siècle, thèse de doctorat d’histoire moderne, UFR de Lettres et Sciences humaines, université du Havre, 2013.
- Michaud, Biographie universelle, ancienne et moderne, 1855.
- « Les Dubocage de Bléville », dans Bulletin de la Société géologique de Normandie, vol. 35 à 38, 1931.
- Édouard Frère, Manuel du bibliographe normand : ou Dictionnaire bibliographique et historique, vol. 1, 1858.
- Claude-Nicolas Le Cat, « Éloge de M. Dubocage-de-Bléville » dans Précis analytique des travaux de l'Académie, Académie des sciences, belles-lettres et arts de Rouen, 1816.
- Jerome Balthazar Levée, Biographie, ou, Galerie historique des hommes célèbres du Havre, Trouvé, 1828.
- Mémoires biographiques et Littéraires, t.I, Guilbert, 1812, p.344-348.